# Левітіна Софія Марківна
Левітіна Софія Марківна — українська письменниця.
Народилася 28 липня 1891 р. у м. Новгород-Сіверському (тепер Чернігівська область) в родині вчителя. Померла 8 листопада 1957 р. у Ялті.
Закінчила філософський факультет у Берні (Швейцарія), 3 курси жіночого медичного інституту в Петербурзі. Друкувалася з 1922 р.
Автор сценаріїв фільмів: «Пригоди фабриканта» (1924), «В пазурах Радвлади» (1926).
Була членом Спілки письменників України.
Також була політпрацівником у Червоній армії, та на радянській партійній роботі.
Є авторкою:
- повісті «Пиріжки»,
- збірок оповідань «Етапи»,
- «Голос серця»,
- п'єс «Вирок»,
- «Банкрут»,
- «Товариш»,
- «Знедолені»,
- «Великий кордон».

У своїх творах неправдиво зображала події в Україні після жовтня 1917 року, зокрема — злочинні хлібозаготівлі 1932—1933 років.
Як полтпрацівник брала активну участь у політичних звинуваченнях, зокрема: Панаса Любченка, Івана Микитенка, Миколи Скрипника, Миколи Хвильового, Олександра Шумського.

## Джерело
- Експерт